# Meioneta tincta
Meioneta tincta är en spindelart som beskrevs av Rudy Jocqué 1985. Meioneta tincta ingår i släktet Meioneta och familjen täckvävarspindlar. Inga underarter finns listade i Catalogue of Life.